# Вілухіна Ольга Геннадіївна
 Ольга Геннадіївна Вілухіна (22 березня 1988, Мєжгор'є, Башкирська АРСР, СРСР ) — російська біатлоністка, бронзова призерка чемпіонату світу з біатлону 2012 року в гонці переслідування, чемпіонка світу з біатлону серед юніорів, багаторазова чемпіонка Європи з біатлону. На Олімпійських іграх в Сочі в 2014 році зайняла друге місце, але у листопаді 2017 МОК через уживання допінгу позбавив її срібної медалі Олімпійських ігор. Довічно відсторонена від участі в Олімпійських іграх.

## Біографія
Народилася в Мєжгор'є, Башкирська АРСР, СРСР. Батько - Геннадій Вікторович Вілухіной, інженер будівельної компанії, мати - Ольга Вікторівна Вілухіна , працює оператором в котельні. Сестра - Злата, інженер-програміст .
Ольга навчалася в школі № 3, закінчивши її на четвірки і п'ятірки .
З улюблених книг - «Одинадцять хвилин» Паоло Коельо .
Президент Росії, Володимир Путін, нагородив Ольгу Орденом Дружби в 2014 році.

## Спортивна кар'єра

### Юніорські досягнення 2006-2009
З 1998 року займалася лижними перегонами, а в червні 2004 року за порадою тренера вирішила перейти в біатлон, яким займається під керівництвом Іванова Валерія Володимировича.
Чемпіонат світу з біатлону серед юніорів 2006 в американському Преск-Айлі став для Ольги першим в її кар'єрі. У індивідуальній гонці вона зайняла лише 28 місце, а в інших видах змагань завоювала повний комплект медалей. У спринті вона виграла золото, в переслідуванні — бронзу, а в естафеті разом з подругами по команді — срібло.
Чемпіонат світу, що проходив роком пізніше в Мартелло став для спортсменки не таким успішним. Вона знову виграла срібло в естафеті, а ось найкращим особистим результатом стало 9-е місце в гонці переслідування.
На чемпіонаті Європи в Бансько Ольга зуміла досягти успіху тільки у естафеті, вигравши золоту медаль, а в особистих дисциплінах вона не змогла піднятися на подіум, показавши сьомий час в індивідуальній гонці та спринті і шосте в переслідуванні.
Найуспішнішим для Ольги став чемпіонат в Уфі, де вона стала чотирьохразовою і абсолютною (так як на європейському чемпіонаті розігруються медалі в чотирьох дисплінах) чемпіонкою Європи серед юніорів, вигравши золоті медалі у всіх чотирьох дисциплінах — спринті, переслідуванні, індивідуальній гонці та естафетній гонці. Це абсолютний рекорд чемпіонатів Європи, що проводяться з 1994 року. До Вілухіної нікому з молодих спортсменів ще не вдавалося виграти стільки нагород протягом одного континентального чемпіонату.

### Дебют в Кубку світу
Успіхи Ольги змусили наставників національної команди звернути увагу на молоде дарування, і Ольга отримала від них запрошення виступити на етапеі Кубка світу в Ханти-Мансійську.
27 березня 2009 року вона дебютувала в спринтерській гонці. І дебют вдався . Показавши в спринті шостий час серед всіх спортсменок і найкращий серед російських, Ольга потрапила до "квіткової церемонії".
Після завершення сезону 2008—2009 вона була включена до складу національної команди для централізованої підготовки.

### Сезон 2009—2010
До сезону 2009—2010 Ольга вперше готувалася з головною командою. На зборах в Обергофі стан здоров'я спортсменки раптово погіршився. Після тренувань у горах піднявся дуже високий рівень гемоглобіну — а він у Олі і так високий від природи — і на тлі спеки почала згортатися кров. Їй ставало все гірше, температура підіймалась до 40 градусів. Процес одужання протікав доволі непросто. Одразу після повернення із Обергофу, Оля провела два тижні в лікарні, пройшла повний курс лікування. В результаті чого стан здоров'я вдалося нормалізувати, а ось форму Ольга втратила і за результатами контрольних тренувань не змогла відібратися на етапи Кубка світу, і тренерський штаб вирішив делегувати її на Кубок IBU.
Двічі Оля ставала другою у спринті в Ідре (Швеція) і в Ріднау-валь Рідана (Італія). А на етапі Кубка IBU в австрійському Обертілліяху зі спортсменкою трапився прикрий випадок, через який вона втратила якщо не перемогу, то подіум точно. На старті спринтерської гонки їй довелось затриматися через відсутність стартових номерів на ногах — Оля просто забула їх наклеїти. Доки масажист бігав за номерами, пройшло секунд 45-50. Ставши за результатами гонки у підсумку восьмою, вона програла переможниці всього 42 секунди. Участь в Кубку IBU для Олі закінчилася в німецькому Альтенберзі, де біатлоністка стала 17-ю в спринті. Від подальшої участі в гонках Кубка IBU Ольга була вимушена відмовитися, так як лікарі діагностували сильний отит.
Після одужання Ольга взяла участь в першості Росії. Вигравши індивідуальну гонку в Уфі, спортсменка виконала критерій відбору на Чемпіонат Європи. Проте там Ользі вдалося взяти участь тільки в двох гонках — в індивідуальній гонці вона показала 15 час, а в складі естафетної четвірки стала бронзовим призером. Після естафети у неї загострилася травма плеча, і старший тренер збірної Росії з резерву Валерій Польховський вирішив не заявляти її на спринт і переслідування, так як тренери головної національной команди розраховували на її участь в березневих етапах Кубка світу. Однак взяти участь в них спортсменка не змогла. Вона була змушена достроково завершити сезон — її знову підвело здоров'я — Ольга була госпіталізована з високою температурою.

### Сезон 2011/2012
У Гохфільцені в 2011 році Вілухіна дебютувала в складі змішаної естафетної команди і перемогла. На наступному етапі в Обергофі 4 січня 2012 вперше була замикає в жіночій естафетній команду і також займає перше місце
13 січня 2012 року на етапі в Нове-Место-на-Мораві Вілухіна встановила особистий рекорд: 5 підсумкове місце в спринті.
4 березня 2012 року на чемпіонаті світу в Рупольдинг е Вілухіна вперше в кар'єрі піднялася на подіум, зайнявши 3 місце в гонці переслідування.

### Сезон 2012/2013
Уже перший етап сезону проходив в Естерсунд е, став для Ольги найвдалішим в кар'єрі на той момент: вона посіла третє місце в спринті і не опустилася нижче п'ятого в інших двох особистих гонках. 25 листопада 2012 року Ольга Вілухіна внесла вирішальний внесок у перемогу російської збірної в змішаній естафеті: ліквідувавши 11-секундне відставання Ольги Зайцевої, Вілухіна привезла чоловікам 29 секунд фори . Далі Ольга піднімалася на подіум тільки в естафетах: в Хохфільцен е жіноча збірна посіла третє місце, потім послідували два срібла в Рупольдінгу і Антерсельві.
16 березня 2013 року в гонці переслідування в Ханти-Мансійську показала найкращий результат за час виступів у Кубку Світу, піднявшись на другу сходинку подіуму. І в цілому ханти-Мансійський етап став найкращим етапом в кар'єрі Ольги на даний момент: «срібло» і два четвертих місця.

### Сезон 2013/2014
27 листопада 2017 року спортсменка була довічно дискваліфікована за рішенням МОК і позбавлена двох олімпійських нагород, завойованих в 2014 році.

### Сезон 2014/2015
Через проблеми зі здоров'ям спортсменка вирішила пропустити сезон.

### Завершення кар'єри
11 листопада 2016 року Ольга Вілухіна вирішила завершити свою кар'єру.

## Дискваліфікація
27 листопада 2017 року рішенням Міжнародного олімпійського комітету за порушення антидопінгових правил позбавлена срібної медалі Олімпійських ігор 2014 року в Сочі і довічно усунули від участі в Олімпійських іграх.

## Загальний залік в Кубку світу

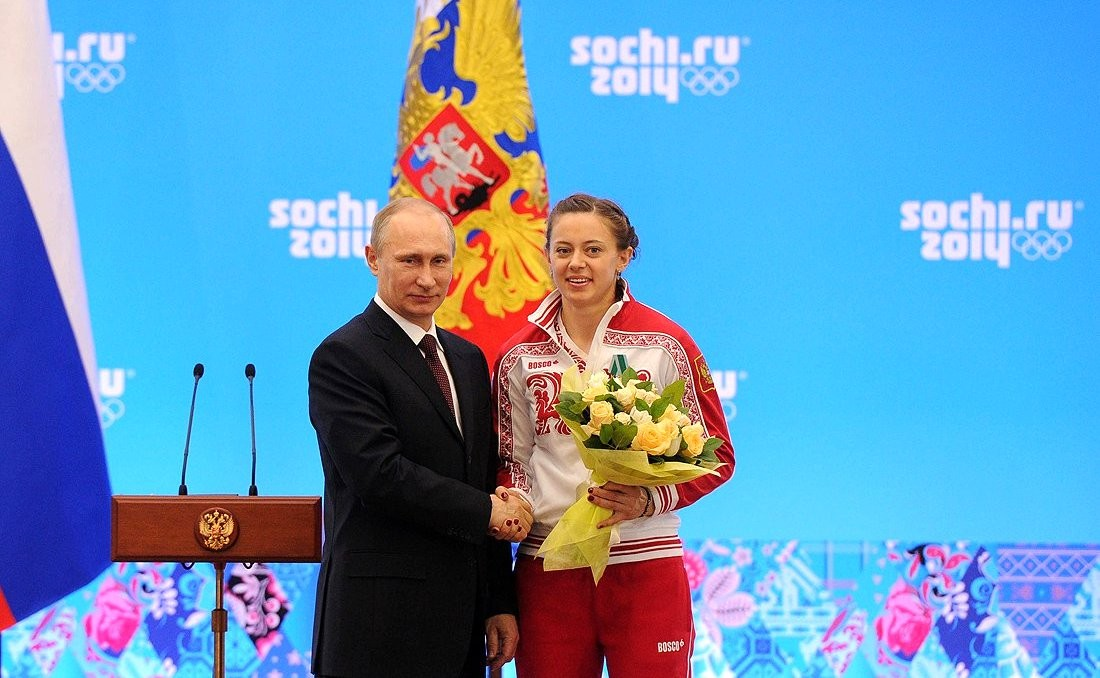
Ольга Вілухіна, дворазовий срібний призер Олімпійських ігор в біатлоні, була нагороджена президентом Росії Володимиром Путіним, Орденом Дружби.

- 2008—2009 — 65-е місце (64 очки)
- 2010—2011 — 66-е місце (37 очок)
- 2011—2012 — 11-е місце (667 очок)
- 2012—2013 — 12-е місце (706 очок)Ольга Вілухіна, дворазовий срібний призер Олімпійських ігор в біатлоні, була нагороджена  президентом Росії Володимиром Путіним, Орденом Дружби .

## Статистика стрільби
| № п/п | Сезон     | Загальна        | Індивідуальна гонка | Спринт        | Гонка переслідування | Мас-старт     | Естафета      |
| ----- | --------- | --------------- | ------------------- | ------------- | -------------------- | ------------- | ------------- |
| 1     | 2008-2009 | 86,7% (26/30)   | 0,0% (0/0)          | 99,9% (10/10) | 80,0% (16/20)        | 0,0% (0/0)    | 0,0% (0/0)    |
| 2     | 2010-2011 | 88,3% (53/60)   | 85,0% (17/20)       | 90,0% (18/20) | 90,0% (18/20)        | 0,0% (0/0)    | 0,0% (0/0)    |
| 3     | 2011-2012 | 84,8% (363/428) | 80,0% (48/60)       | 91,1% (82/90) | 82,1% (115/140)      | 85,0% (68/80) | 86,2% (50/58) |
| 4     | 2012-2013 | 86,6% (402/464) | 90,0% (54/60)       | 90,0% (81/90) | 85,7% (120/140)      | 86,3% (69/80) | 83,0% (78/94) |

## Статистика
У таблиці наведено статистику виступів біатлоніста в Кубку світу.
- Місця 1–3: кількість подіумів
- Чільна 10: кількість фінішів у першій десятці
- В очках: кількість виступів, на яких біатлоніст здобував очки
- Старти: кількість стартів
- Естафета: включно зі змішаною

| Місця                              | Індивід. | Спринт | Персьют | Мас-старт | Естафета | Разом |
| ---------------------------------- | -------- | ------ | ------- | --------- | -------- | ----- |
| 1                                  |          |        |         |           | 3        | 3     |
| 2                                  |          |        | 1       |           | 2        | 3     |
| 3                                  |          | 1      | 1       |           | 2        | 4     |
| Чільна 10                          | 3        | 12     | 9       | 3         | 13       | 40    |
| В очках                            | 6        | 19     | 16      | 8         | 13       | 62    |
| Стартів                            | 7        | 21     | 16      | 8         | 13       | 65    |
| Станом на: кінець сезону 2012/2013 |          |        |         |           |          |       |

## Виноски
1. 1 2 3  МОК лишил российскую сборную очередных медалей Олимпиады в Сочи. Росбалт. Архів оригіналу за 14 березня 2018. Процитовано 12 березня 2018.
2. 1 2 3  Євген Соколов. Ольга Вілухіна: «Мої батьки - найактивніші вболівальники! » (рос.). Комсомольская правда. Архів оригіналу (HTML) за 23 вересня 2020. Процитовано 12 квітня 2013.
3. ↑  Профіль на сайті СБР [Архівовано 6 вересня 2016 у Wayback Machine.].
4. ↑  Ольга Вилухина: «Боюсь потеряться в этом ажиотаже, беспрерывных интервью, автографах». Архів оригіналу за 15 січня 2010. Процитовано 2 серпня 2011.
5. ↑  Ольга Вилухина завоевала все золото Европы. Архів оригіналу за 21 лютого 2014. Процитовано 2 серпня 2011.
6. ↑  О-ля-ля! Через пять дней после своего 20-летия Ольга Вилухина едва не ворвалась на пьедестал Кубка мира. Архів оригіналу за 3 липня 2013. Процитовано 2 серпня 2011.
7. ↑  Валерий Польховский: Вилухина должна была сегодня выигрывать — если бы не забыла наклеить стартовые номера. Архів оригіналу за 2 квітня 2015. Процитовано 2 серпня 2011.
8. ↑  Владимир Семаков и Ольга Вилухина выиграли индивидуальные гонки в Уфе и выполнили критерии отбора на ЧЕ. Архів оригіналу за 3 лютого 2010. Процитовано 2 серпня 2011.
9. ↑  Для Вилухиной сезон окончен. Архів оригіналу за 24 лютого 2014. Процитовано 2 серпня 2011.
10. ↑  Кубок світу 2012/13, 1-й етап, Остерсунд (Швеція) Змішана естафета. Архів оригіналу за 7 грудня 2012. Процитовано 5 грудня 2012.
11. ↑  Шестакова, Індіра. Архівована копія // Metro Москва. — 2014. — № 13 за 10 лютого. — С. 28. Архівовано з джерела 8 грудня 2015. Процитовано 2025-07-24. (Перевірено 11 жовтня 2015)
12. ↑  Ольга Вілухіна пропустить майбутній сезон. Архів оригіналу за 1 грудня 2017. Процитовано 12 березня 2018.
13. ↑  Ольга Вілухіна Facebook. 11 листопада 2016. Архів Fbid = 1180660005333287 & set = a.517185591680735.1073741825.100001678972968 & type = 3 & theater оригіналу за 1 грудня 2012. Процитовано 12 листопада 2016.
14. ↑  У дужках наведена кількість влучних пострілів та загальна кількість пострілів. У статистиці стрільби рахуються постріли, які здійснив біатлоніст на етапах кубка світу та чемпіонаті світу